# Puerto San Carlos (islas Malvinas)
Puerto San Carlos es una pequeña localidad de las islas Malvinas situada en el extremo noroeste de la isla Soledad, en la costa occidental de la caleta Carena, en inmediaciones de la desembocadura del río San Carlos. Además se emplaza sobre la orilla norte de la bahía homónima, en aguas del estrecho de San Carlos. Se localiza en las coordenadas 51°30′10″S 58°59′12″O / -51.50278, -58.98667.
Lleva el nombre del buque español San Carlos, que lo visitó en 1768. A veces se apoda «KC» por el expropietario Keith Cameron. Se ubica al norte del establecimiento homónimo y a 9 m s. n. m. Posee algunos alojamientos para turistas.

## Guerra de las Malvinas
Esta localidad es conocida por ser el lugar en que, el 21 de mayo, las tropas británicas desembarcaron por primera vez durante la Guerra de Malvinas en 1982, mediante la Operación Sutton. Allí también se encuentra un cementerio militar con catorce soldados británicos fallecidos durante el conflicto.

## Galería

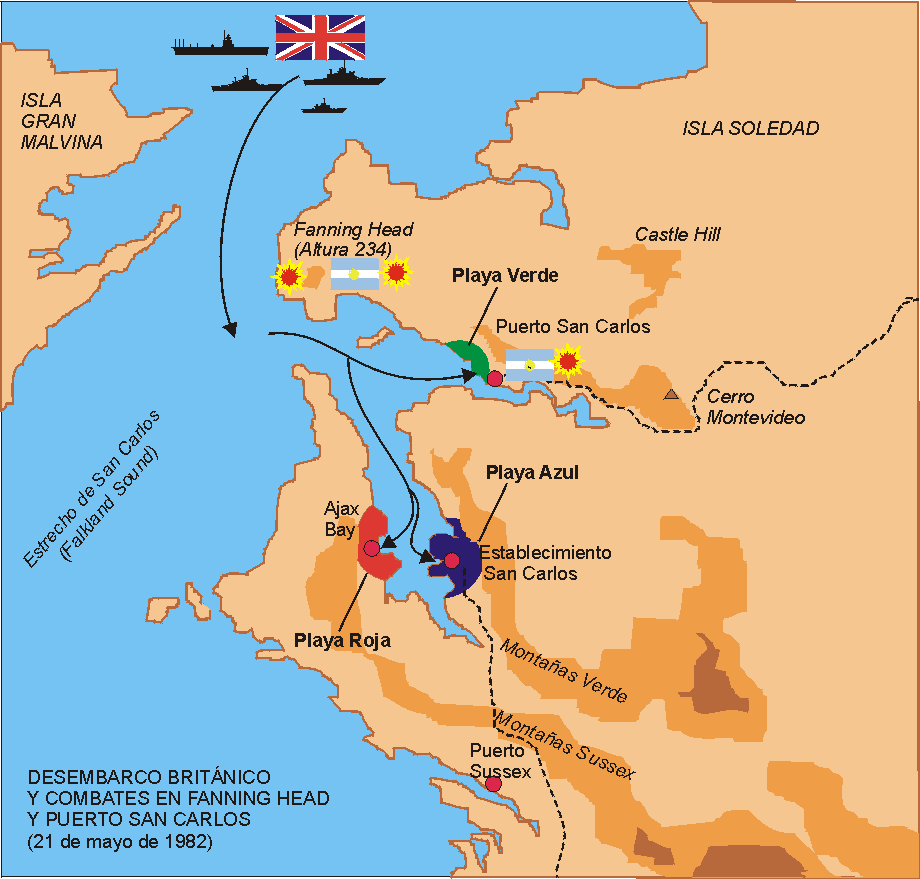
Combate en la localidad y sus alrededores
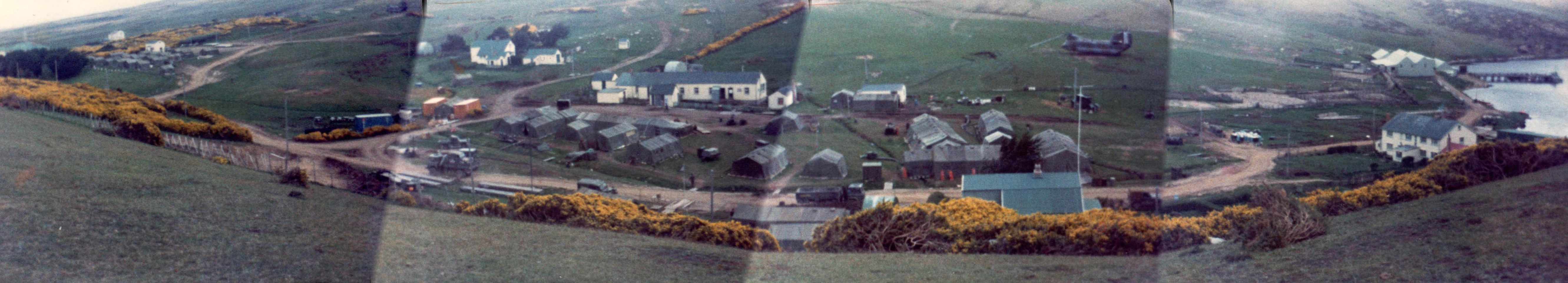
Panorama de la localidad hacia fines de 1982